# 蝙蝠女
『蝙蝠女』（こうもりおんな、La Femme chauve-souris）は、アルベール・ジョゼフ・ペノーが1890年頃に描いた絵画。

## 歴史
この作品は、1912年のフランス芸術サロンで「Premier miroir」（フランス語で「最初の鏡」）という題名で展示された。この作品は、1979年に美術史家であるパトリック・ベイドの著書『ファム・ファタール: 悪と魅惑的な女性のイメージ』に収録されるまで、長年に渡って日の目を見なかった。2018年、この絵画はサザビーズのオークションで13万7500ポンドで落札された。それまでは、サザビーズではペノーの作品は3万2000ポンドを超える額で売買されたことはなかった。この作品は後に、ペノーの最も有名な作品となった。

## 解説
アルベール・ジョゼフ・ペノーは、19 世紀後半から20世紀前半に生きたあまり知られていない画家で、『サバトに赴く魔女たち』を描いた同時代の画家ルイス・リカルド・ファレロと同様に、不気味な、または幻想的な女性のヌードアートを専門としていた。伏し目がちな女性のヌードをよく描いていたペノーの中では、『蝙蝠女』は珍しい作品である。 
曇り空の中央に、コウモリのような翼を持ち、黒い髪を風になびかせたファム・ファタールのような裸の女性が描かれている。作品は対称的であり、左上の照らされた部分を除いて、全体的に色は暗い。コウモリのような翼を持った女性は、超自然的な力によって空中に浮かび、両腕を上げて怒りの目で見る者の視線に応えている。まるで鑑賞者が彼女の次の獲物であるかのような印象を与えている。
エド・サイモンは同作について「エロティシズムを仄めかしており、リリスに代表されるサキュバスの姿を連想させる。性欲と魔性の関係を表現すると同時に警告してもいる」と評した。